# Dark Side of the 90s
«Темная сторона 90-х» (англ. Dark Side of the 90s)— документальный сериал, посвященный важным людям и событиям 90-х годов. Создан как спин-офф документального телесериала Обратная сторона ринга. Премьера 1 сезона состоялась 15 июля 2021 года на кабельном канале Vice TV.  Премьера 2 сезона произошла  14 июля 2022 года.

## Список эпизодов

### Сезон 1 (2021)
| № общий | № в сезоне | Название                                                                          | Герои серии                                                                  | Дата премьеры    | Зрители (млн) |
| ------- | ---------- | --------------------------------------------------------------------------------- | ---------------------------------------------------------------------------- | ---------------- | ------------- |
| 1       | 1          | «Trash TV: Dirty & Deadly Talk» «Trash TV: Грязные и смертельные разговоры»       | Бульварные Ток-шоу Шоу Джерри Спрингера                                      | 15 июля 2021     | н/д           |
| 2       | 2          | «The Viper Room: Hollywood's Sanctuary» «The Viper Room: святилище Голливуда»     | Viper Room смерть Ривера Феникса                                             | 22 июля 2021     | н/д           |
| 3       | 3          | «TV for Teens» «ТВ для подростков»                                                | Шоу для подростков Беверли-Хиллз,90210 Нас пятеро                            | 29 июля 2021     | н/д           |
| 4       | 4          | «Beanie Babies Go Bust» «Beanie Babies разоряются»                                | Beanie Babies                                                                | 5 августа 2021   | н/д           |
| 5       | 5          | «Grunge & The Seattle Sound» «Гранж и звук Сиэтла»                                | Гранж                                                                        | 12 августа 2021  | н/д           |
| 6       | 6          | «Baywatch: Sex Sells» «Спасатели Малибу: секс продается»                          | Спасатели Малибу                                                             | 19 августа 2021  | н/д           |
| 7       | 7          | «A Tale of Two Cults» «Рассказ о двух культах»                                    | Ветвь Давидова Врата рая                                                     | 26 августа 2021  | н/д           |
| 8       | 8          | «Hip Hop: The East Vs. West Media War» «Хип-хоп: медийная война Запада и Востока» | Соперничество побережий Убийство Тупака Шакура Убийство The Notorious B.I.G. | 2 сентября 2021  | н/д           |
| 9       | 9          | «Secrets of The Runway» «Секреты подиума»                                         | Успех супермоделей                                                           | 9 сентября 2021  | н/д           |
| 10      | 10         | «Internet 1.0: Don't Believe the Hype» «Интернет 1.0: не верьте шумихе»           | Пузырь доткомов                                                              | 16 сентября 2021 | н/д           |

### Сезон 2 (2022)
| № общий | № в сезоне | Название                                                                              | Герои серии                          | Дата премьеры  | Зрители (млн) |
| ------- | ---------- | ------------------------------------------------------------------------------------- | ------------------------------------ | -------------- | ------------- |
| 11      | 1          | «Arseniooo Hall!» «Арсениооо Холл!»                                                   | Шоу Арсенио Холла                    | 14 июня 2022   | н/д           |
| 12      | 2          | «MTV & The Real World» «MTV и Реальный мир»                                           | Реальный мир                         | 21 июня 2022   | н/д           |
| 13      | 3          | «Cops: Bad Boys, Bad Boys» «Копы: Плохие парни, плохие парни»                         | Копы                                 | 28 июня 2022   | н/д           |
| 14      | 4          | «UFC Pt. 1: No Holds Barred» «UFC Часть1: Без ограничений»                            | UFC                                  | 5 июля 2022    | н/д           |
| 15      | 5          | «UFC Pt. 2: To Live or Die in the Octagon» «UFC Часть2: Жить либо умереть в октагоне» | UFC                                  | 5 июля 2022    | н/д           |
| 16      | 6          | «Tabloid TV» «Таблоидное TV»                                                          | Hard Copy A Current Affair           | 12 июля 2022   | н/д           |
| 17      | 7          | «Black Sitcoms' Last Laugh» «Последний смех черных ситкомов»                          | Принц из Беверли-Хиллз Living Single | 19 июля 2022   | н/д           |
| 18      | 8          | «The Rise of Rush Limbaugh» «Рост популярности Раша Лимбо»                            | Раш Лимбо                            | 26 июля 2022   | н/д           |
| 19      | 9          | «Y2K: Paranoia Will Destroy Ya» «Y2K: Паранойя уничтожит нас»                         | Проблема 2000 года                   | 2 августа 2022 | н/д           |
| 20      | 10         | «Morning Show Wars» «Война утренних шоу»                                              | The Today Show Good Morning America  | 9 августа 2022 | н/д           |

### Сезон 3 (2024)
| № общий | № в сезоне | Название                                                                             | Герои серии          | Дата премьеры    | Зрители (млн) |
| ------- | ---------- | ------------------------------------------------------------------------------------ | -------------------- | ---------------- | ------------- |
| 21      | 1          | «Tyson: The Rise and Fall of Kid Dynamite» «Тайсон:Восход и падение Взрывного парня» | Майк Тайсон          | 16 июля 2024     | н/д           |
| 22      | 2          | «Friends: The One About The TV Show» «Друзья: О телешоу»                             | Друзья               | 23 июля 2024     | н/д           |
| 23      | 3          | «NYPD Blue» «Полиция Нью-Йорка»                                                      | Полиция Нью-Йорка    | 30 июля 2024     | н/д           |
| 24      | 4          | «Robert Downey Jr.: The Comeback Kid» «Роберт Дауни-младший: Возвращение»            | Роберт Дауни-младший | 6 августа 2024   | н/д           |
| 25      | 5          | «SNL» «Saturday Night Live»                                                          | Saturday Night Live  | 13 августа 2024  | н/д           |
| 26      | 6          | «Infomercials: Shams and Scams» «Рекламные ролики: Аферы и мошенничество»            | Рекламные ролики     | 20 августа 2024  | н/д           |
| 27      | 7          | «Spice Girls» «Spice Girls»                                                          | Spice Girls          | 27 августа 2024  | н/д           |
| 28      | 8          | «Agassi & '90s Tennis Prodigies» «Агасси и теннисные новички 90-х»                   | Андре Агасси         | 3 сентября 2024  | н/д           |
| 29      | 9          | «Scores Strip Club: Girls & Gambinos» «Стриптиз-клуб Scores: Girls & Gambinos»       | TBA                  | 17 сентября 2024 | н/д           |
| 30      | 10         | «Rave Culture: Under the Influence» «Рейв-культура: Под влиянием»                    | Рейв                 | 24 сентября 2024 | н/д           |